# Emmanuel Foulon
Emmanuel Foulon (Frameries, 29 december 1871 - aldaar, 22 juli 1945) was een Belgisch boogshutter. 

## Levensloop
Foulon nam deel aan de Olympische Zomerspelen 1900 in Parijs. Daar won hij de discipline 'sur la peche à la herse'. Het was de enige keer dat deze discipline op het olympisch programma stond.